# ناتالی دیسل-رید
ناتالی دیسل-رید (به انگلیسی: Natalie Desselle-Reid) (زاده ۱۲ ژوئیهٔ ۱۹۶۷-درگذشته ۷ دسامبر ۲۰۲۰) بازیگر آمریکایی بود.
از کارهای معروف او می‌توان به بازی در فیلم بی.ای.پی.اس اشاره کرد.